# Sesquiterpen

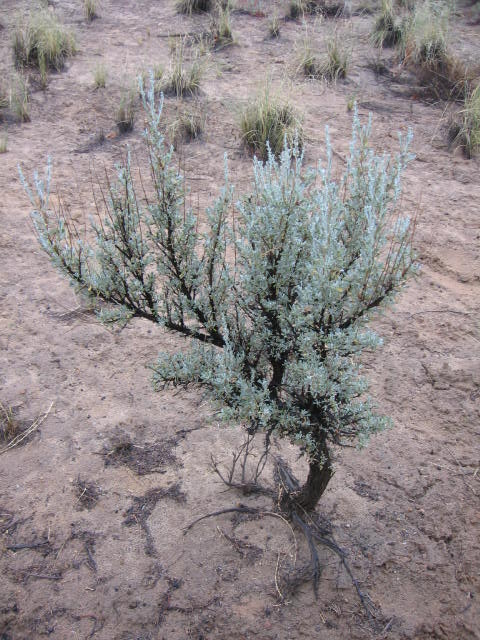
Big Sage Brush (Artemisia tridentata) có chứa Sesquiterpene lactones là Sesquiterpenoids (được xây dựng từ ba đơn vị isopren) và có chứa một vòng lacton, do đó có tên. Các hợp chất này được tìm thấy trong nhiều loại thực vật khác và có thể gây ra phản ứng dị ứng và độc tính nếu dùng quá liều, đặc biệt là trong chăn thả gia súc.

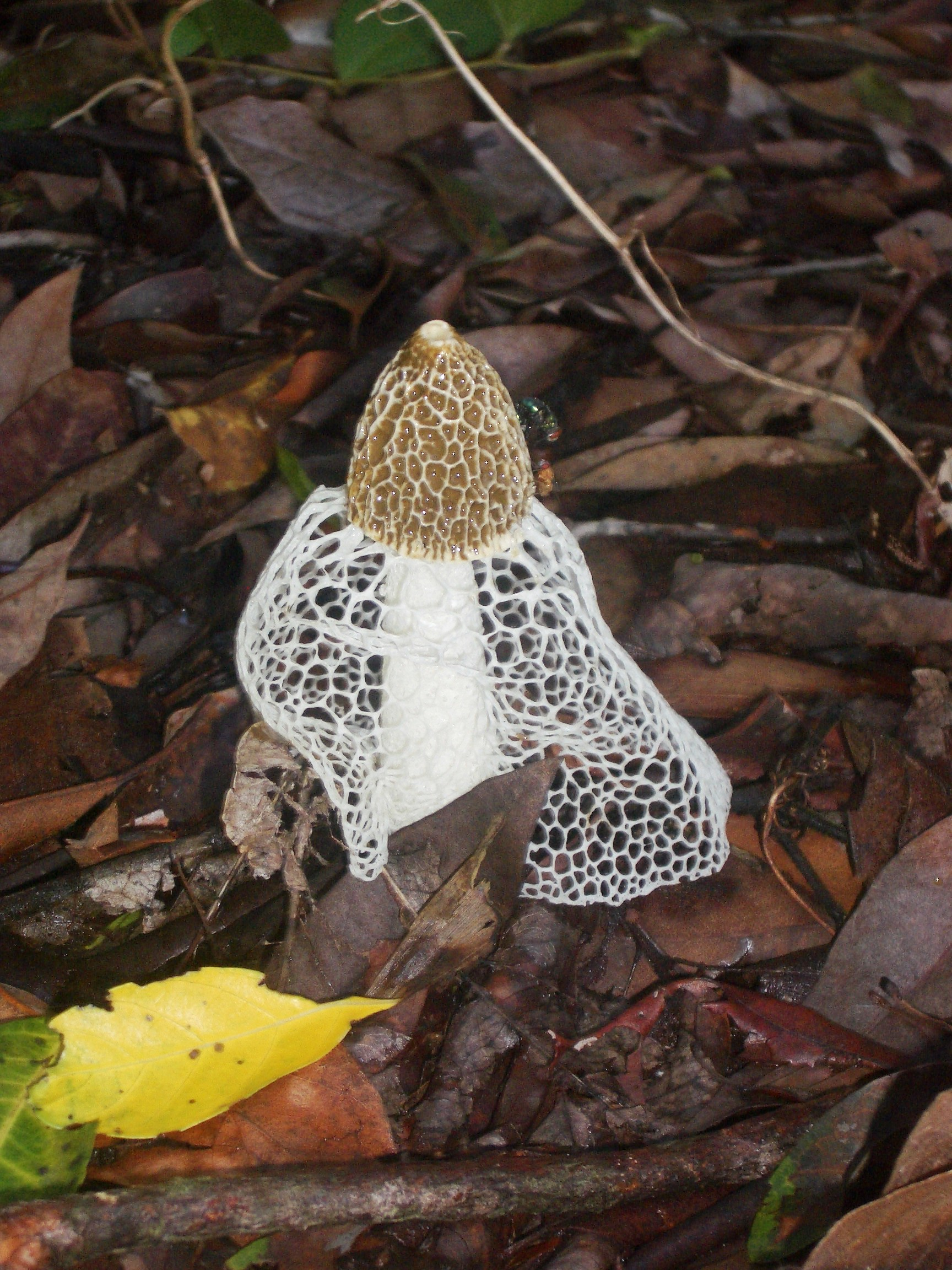
Phallus indusiatus, ở Cooktown, Queensland, Australia, nơi sản xuất hai loại Sesquiterpenes mới

Sesquiterpenes là một lớp terpen bao gồm ba đơn vị isopren và thường có công thức phân tử C15H24. Giống như monoterpen, sesquiterpen có thể có dạng vòng hoặc chứa các vòng, bao gồm nhiều kết hợp độc đáo. Các sửa đổi sinh hóa như oxy hóa hoặc sắp xếp lại tạo ra các Sesquiterpenoids liên quan.
Sesquiterpenes được tìm thấy tự nhiên trong thực vật và côn trùng, dưới dạng hóa học, ví dụ như các tác nhân phòng thủ hoặc pheromone.

## Sinh tổng hợp và ví dụ
Phản ứng của geranyl pyrophosphate với isopentenyl pyrophosphate dẫn đến 15-carbon farnesyl pyrophosphate (FPP), là chất trung gian trong sinh tổng hợp các sesquiterpen như farnesene.

Pyrophosphate Farnesyl

Sesquiterpen tuần hoàn phổ biến hơn so với monoterpen tuần hoàn vì chiều dài chuỗi tăng và liên kết đôi bổ sung trong tiền chất sesquiterpene. Ngoài các hệ thống vòng sáu thành viên phổ biến như được tìm thấy trong zingiberene (một thành phần của dầu từ gừng), sự chu kỳ của một đầu chuỗi đến đầu kia có thể dẫn đến các vòng macrocyclic như humulene. 

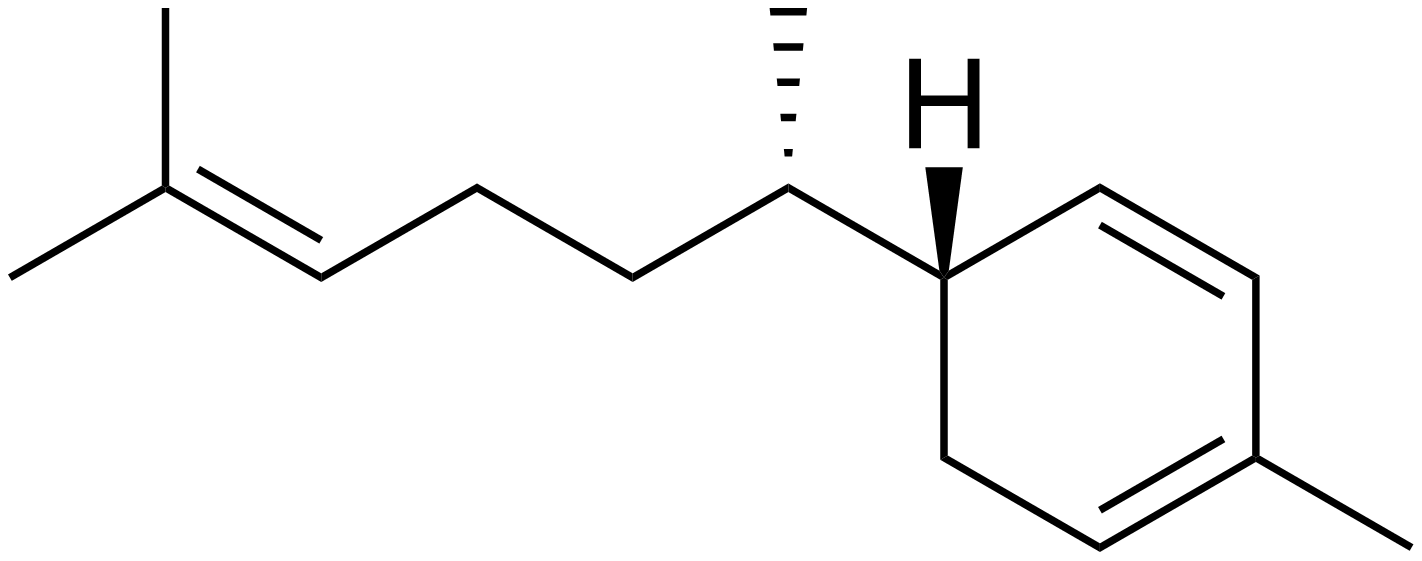
Zingiberene, một loại Sesquiterpene có nhiều trong gừng.

δ - Cadinene, một trong một gia đình sesquiterpene.

Humulones là Sesquiterpenoids mang lại hương vị "hoppy" cho bia.

Các cadinen chứa hai vòng sáu thành viên hợp nhất. Caryophyllene, một thành phần của nhiều loại tinh dầu như dầu đinh hương, có chứa một vòng chín thành viên hợp nhất với vòng cyclobutane.
Vetivazulene và guaiazulene là các sesquiterpenoid thơm.
Với việc bổ sung vòng thứ ba, các cấu trúc có thể trở nên ngày càng đa dạng. Các ví dụ bao gồm longifolene, copaene và patchoulol rượu.

### Sesquiterpenoids
Khung của FPP có thể được sắp xếp lại theo nhiều cách khác nhau và được trang trí thêm với các nhóm chức năng khác nhau, do đó có nhiều loại Sesquiterpenoids. Geosmin, hợp chất dễ bay hơi tạo mùi vị đất và mùi mốc trong nước uống và mùi đặc trưng vào ngày mưa, là một loại Sesquiterpenoid, được sản xuất bởi vi khuẩn, đặc biệt là vi khuẩn lam, có trong đất và nguồn cung cấp nước. Oxy hóa farnesene sau đó cung cấp farnesol sesquiterpenoid.
Sesquiterpene lactones là một loại phổ biến của Sesquiterpenoids có chứa một vòng lacton, do đó có tên. Chúng được tìm thấy trong nhiều loại thực vật và có thể gây ra phản ứng dị ứng và độc tính nếu dùng quá liều, đặc biệt là trong chăn thả gia súc.